# Bernardo III de Baden-Baden
Bernardo III de Baden-Baden (em alemão:  Bernhard III. von Baden-Baden; 7 de outubro de 1474 – Baden-Baden, 29 de junho de 1536), por vezes chamado de Bernardo IV foi um nobre alemão, pertencente à Casa de Zähringen, e que foi Margrave de Baden-Baden. 

## Biografia
Bernardo III era o segundo filho varão de Cristóvão I de Baden e de Otília de Katzenelnbogen. O pai, para evitar a desagregação dos estados, pretendia entregar Baden apenas ao filho que considerava mais capaz, Filipe I, mas a contestação de Bernardo e do irmão mais novo, Ernesto, fez com que o pai retrocedesse nas intenções iniciais.
Assim, em 1515, o pai entrega a governação aos 3 filhos que a exercem conjuntamente. O governo conjunto durou até 1533, ano em que Filipe faleceu sem descendência masculina e, os seus dois irmãos, Ernesto e Bernardo, partilharam entre si as terras de Filipe criando, assim, duas linhas da Casa de Baden:
- "Linha Bernardina" (Católica), com origem em Bernardo III e que governou Baden-Baden;
- "Linha Ernestina" (Protestante) com origem em Ernesto e que governou Baden-Durlach.

A linha Bernardina extinguiu-se em 1771, permitindo ao Margrave Carlos Frederico, da linha Ernestina, reunir toda a Marca de Baden.
Bernardo fora educado na corte do Imperador Maximiliano I tendo acompanhado o filho deste, o  arquiduque Filipe de Habsburgo de quem se tornara amigo, na sua viagem até Espanha. Filipe viria a ser nomeado rei de Espanha em 1504, pelo casamento com Joana, a Louca.
Apesar de Católico, o Margrave Bernardo tendeu, no final da sua vida, para o Protestantismo, introduzido a Reforma no Alto Baden.

## Casamento e descendência
Bernardo III casou em 1535, dois anos antes de falecer, com Francisca do Luxemburgo, Condessa de Brienne e Ligny (falecida a 17 de Junho de 1566), filha de Carlos I, Conde de Ligny. Deste casamento nasceram dois filhos, tendo o mais novo nascido após a morte de Bernardo:
- Felisberto (Philibert) (22 de janeiro de 1536 - 3 de Outubro de 1569), que sucedeu ao pai como Margrave de Baden-Baden;
- Cristóvão II (Christopher) (26 de fevereiro de 1537 - 2 de agosto de 1575), póstumo, que viria a ser Margarave de Baden-Rodemachern.

Bernardo teve numerosos filhos ilegítimos dos quais seis (Bernardo, Filipe, João, Jorge, Gaspar e Melchior) são conhecidos. Em 1532, o Imperador Carlos V declarou Jorge, Gaspar e Melchior como sendo príncipes legitimados e, mais tarde, também Bernardo e Filipe. Na qualidade de legitimados, estes filhos não tinham direito a qualquer herança, mas receberiam uma pensão de sustento após a morte do pai.